# Fléau d'armes
Pour les articles homonymes, voir Fléau.

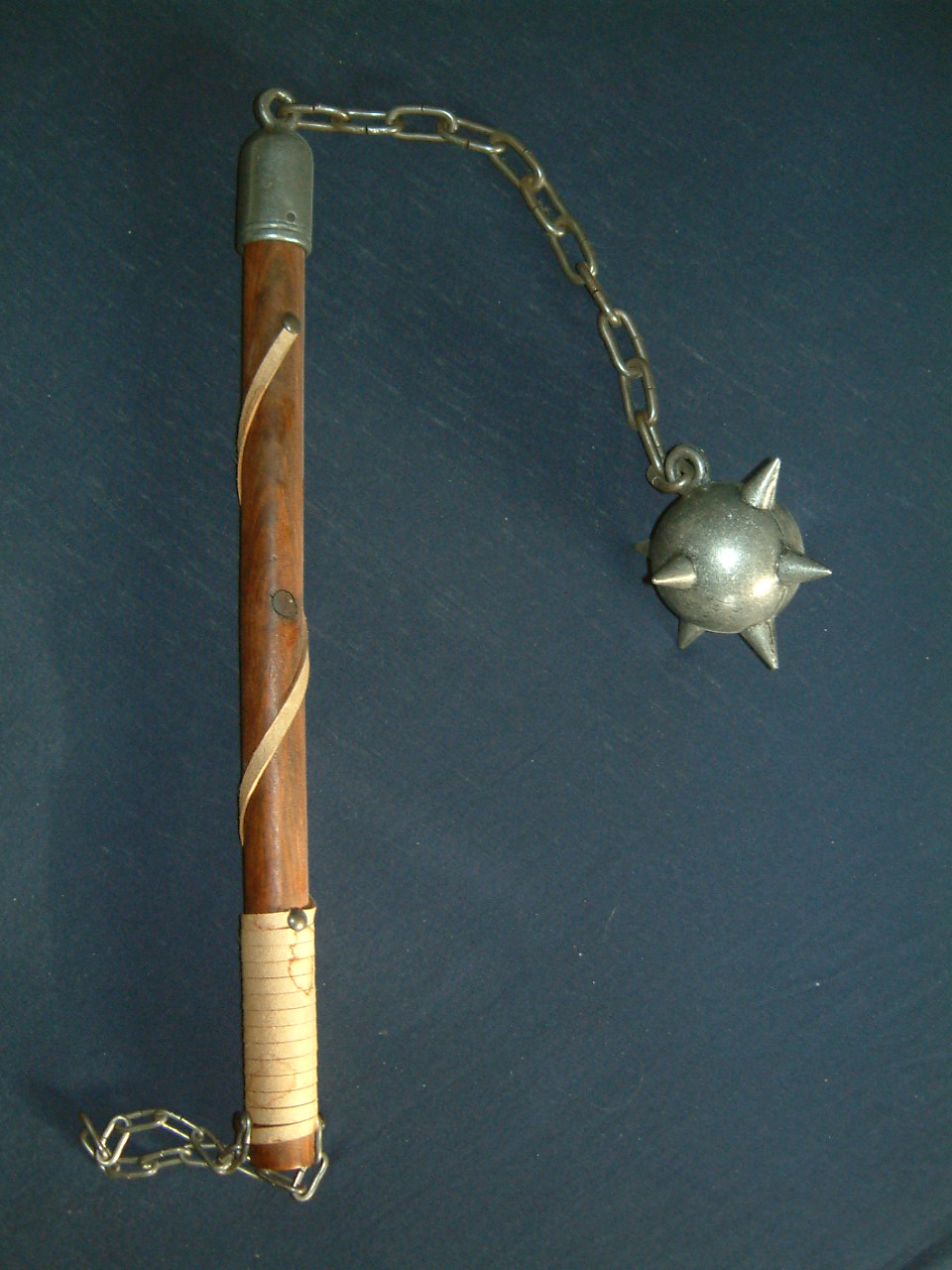
Fléau d'armes.

Le fléau d'armes est une arme blanche contondante utilisée au Moyen Âge européen. 
Bien qu'il désigne un objet bien spécifique, de nombreuses inexactitudes qui se sont perpétuées au fil du temps ont conduit à une confusion avec des armes proches. Par exemple, au début du XVIIe siècle, le sculpteur Simon Guillain utilisait un fléau dans les rues dangereuses de Paris : Quand il marchoit dans les rues, il cachoit sous son habit un fléau. Il s'en servoit avec une dextérité et une vigueur sans pareilles.

## Description
Le fléau est une arme offensive composée d'une masse de fer retenue par un bout de chaîne, par une bande de cuir ou une bielle à l'extrémité d'un bâton. La masse de fer est habituellement une sphère armée de têtes de clous, suspendue par un bout de chaîne à un bâton d'environ 0,70 m de longueur. Pour les combattants à pied, le bâton était plus long afin qu'ils puissent atteindre les cavaliers.

## Historique

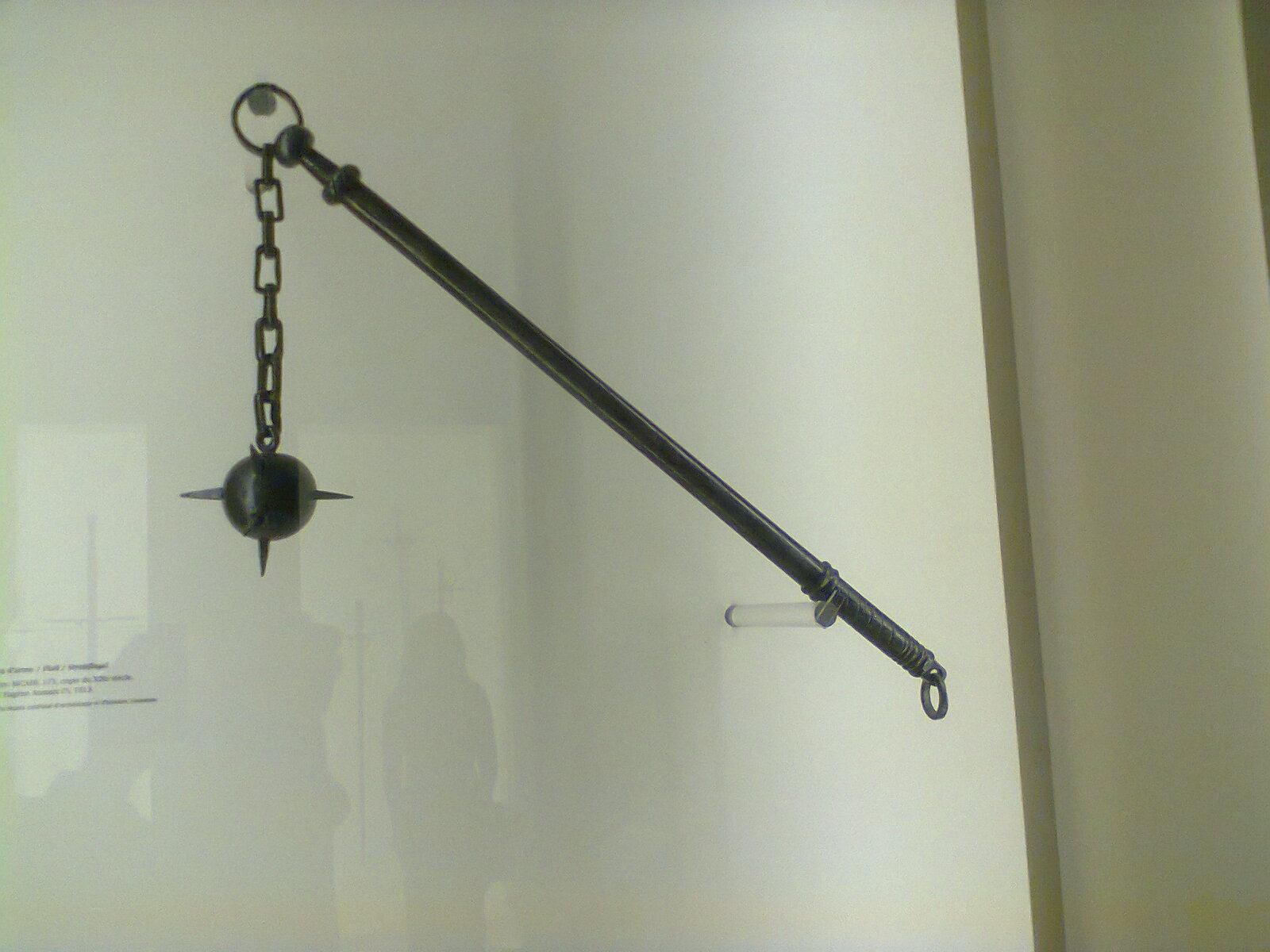
Fléau d'armes à Chillon.

- Fléau d'armes : inspiré du fléau du paysan (instrument agraire), il s'agit d'un fléau renforcé. Notons le même genre d'évolution en Orient avec le nunchaku (mais dont le maniement est très différent).
- Goupillon : il s'agit d'une version plus dangereuse (tant pour l'utilisateur que pour la cible) du fléau.
  - Au manche sont attachées deux ou plus souvent trois chaînes lestées d'une boule ;
  - il est parfois conçu pour être utilisé à deux mains ;
  - il est d'un usage plus tardif.

## Spécifications
La configuration singulière du fléau en tant qu'arme articulée lui conférait les spécificités suivantes :
- avantages :
  - contre un adversaire équipé d'une arme offensive à capacité défensive (telle qu'une épée), la flexibilité du lien permettait à la masse de contourner l'arme que l'adversaire plaçait en barrage, rendant ainsi la parade difficile ; il pouvait même arriver que la masse et le lien s'enroulent autour de l'arme de l'adversaire, offrant de la sorte la possibilité de désarmer l'adversaire en tirant violemment en arrière le fléau d'armes ;
  - contre un adversaire équipé d'un bouclier, la flexibilité du lien permettait à la masse de se rabattre sur l'adversaire quand elle passait par-dessus le bouclier ;
  - l'articulation, augmentant le moment de force de la frappe, l'arme frappait avec plus de violence. En outre, l'articulation rend la transmission de la force sensiblement différente d'une arme non-articulée (pas de choc retour sur le manche dû à l'impact).
- inconvénients :
  - maniement malaisé, demandant un plus grand entraînement sous peine de se blesser ;
  - nécessité d'un certain espace pour frapper ;
  - difficulté à effectuer une parade, d'où la nécessité d'un bouclier.

## Usage
Ces armes étaient surtout utilisées en Allemagne et en Suisse ; en revanche il semblerait qu'elles n'étaient pas souvent employées en France. Il en est rarement question dans les romans et chroniques. En effet, les manuscrits des XIIe, XIIIe et XIVe siècles ne figurent qu'exceptionnellement des fléaux dans leurs vignettes.
La dénomination de ces armes a dérivé au fil des siècles. Le morgenstern désignait jusqu'au XIVe siècle une masse d'armes dont la masse était sphérique ou cylindrique et hérissée de pointes, tandis que l'actuel morgenstern était considéré comme une variante du fléau d'armes.